# Historia de Python

Logo de Python

Python es uno de los lenguajes de programación dinámicos más populares que existen entre los que se encuentran Java, JavaScript, Go y C#. Aunque es considerado a menudo como un lenguaje "scripting", es realmente un lenguaje de propósito general. En la actualidad, Python es usado para todo, desde simples "scripts", hasta grandes servidores web que proveen servicio ininterrumpido 24×7. Es utilizado para la programación de interfaces gráficas y bases de datos, programación web tanto en el cliente como en el servidor (véase Django o Flask) y "testing" de aplicaciones. Además tiene una amplia aceptación por científicos que hacen aplicaciones para las supercomputadores más rápidas del mundo y por los niños que recién están comenzando a programar.
La historia del lenguaje de programación Python se remonta hacia finales de los 80s y principio de los 90s, su implementación comenzó en diciembre de 1989 cuando en Navidad Guido van Rossum que trabajaba en el (CWI) (un centro de investigación holandés de carácter oficial que, entre otras cosas, actualmente alberga la oficina central del W3C) decidió empezar el proyecto como un pasatiempo dándole continuidad al lenguaje de programación ABC del que había formado parte del equipo de desarrollo en el CWI, dicho lenguaje se enfocaba en ser fácil de usar y aprender manteniendo potencia en su desempeño pero el hardware disponible en la época de su creación hacía difícil su uso y el proyecto no trascendió como se esperaba. Van Rossum es por tanto el autor principal de Python y continúa ejerciendo un rol central decidiendo la dirección del lenguaje, en la comunidad de Python se le conoce como Benevolente Dictador Vitalicio (en inglés: Benevolent Dictator for Life, BDFL). El nombre "Python" viene dado por la afición de Van Rossum al grupo Monty Python.
El lenguaje de programación Python fue originalmente desarrollado para el sistema operativo Amoeba.

## Principales influencias de otros lenguajes
El núcleo de la sintaxis de Python y grandes aspectos de su filosofía fueron heredados directamente del lenguaje de programación ABC. Por ejemplo el siguiente código muestra una función para obtener el conjunto de todas las palabras en un documento en ABC y en Python:
| Recuperar las palabras de un documento en ABC | Recuperar las palabras de un documento en Python |
| --- | --- |
| HOW TO RETURN words document: PUT {} IN collection FOR line IN document: FOR word IN split line: IF word not.in collection: INSERT word IN collection RETURN collection | def words(document): collection = set() for line in document: for word in line.split(): if word not in collection: collection.add(word) return collection |

En ABC no existe propiamente el tipo de dato conjunto, sino algo como multiconjuntos, es decir, si se inserta un elemento dos veces, aparecerá dos veces en esa colección, pero en Python el if puede ser eliminado porque la operación add sobre los conjuntos en Python no hace nada si el elemento ya está en el conjunto. Se puede observar perfectamente las similitudes entre ambos códigos, la sangría, el ciclo for, el operador in, pero también sus diferencias, como por ejemplo en ABC no se utilizan paréntesis y en Python sí, además las palabras claves en ABC son escritas en mayúsculas así como los nombres de los procedimientos o funciones; ABC hace distinción entre procedimiento y función, otra diferencia con Python.
Las principales ideas de ABC que influyeron o se incluyeron en Python fueron según el propio Guido:
- La sangría para agrupar el código
- El carácter : para indicar que comienza un bloque indentado (después de pruebas con usuarios)
- El diseño simple de las instrucciones: if, while, for,...
- Tuplas, listas, diccionarios (fuertemente modificados en Python)
- Tipos de datos inmutables
- No imponer límites, como tamaño de un array, etc.
- El "prompt" >>>

Otras ideas que influyeron en la concepción de Python fue tener un lenguaje que pudiera ser tan potente como C pero también expresivo para ejecutar "scripts" como sh. De hecho la sintaxis de Python copia muchísimo de C. Por ejemplo, las palabras claves (if, else, while, for, etc.) son las mismas que en C, los identificadores tienen las mismas reglas para nombrarlos que C, y la mayoría de los operadores estándar tienen el mismo significado que en C. Una de las mayores diferencias es que Python en lugar de usar llaves para agrupar código usa sangría, la otra gran diferencia es que Python usa tipado dinámico.
Los generadores e iteradores fueron inspirados por Icon, y fusionados con las ideas de la programación funcional en un modelo unificado. Modula-3 fue la base del modelo de excepciones y del sistema de módulos. Perl contribuyó en las expresiones regulares, usadas para la manipulación de "string". Las adiciones a biblioteca estándar de Python standard library y algunas opciones sintácticas fueron influenciadas por Java algunos ejemplos son: el paquete de logging, introducido en la versión 2.3, el paquete threading para aplicaciones multihilos, el parser SAX, introducido en la versión 2.0, y la sintaxis del decorador que usa @, incluida en la versión 2.4

## Cronología de Python
Fechas de publicación:

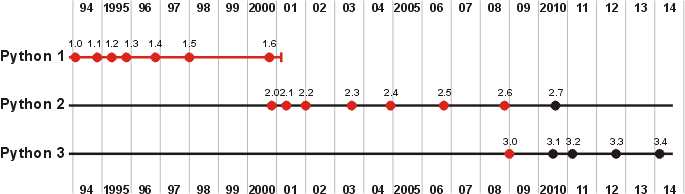
Las versiones indicadas en rojo se consideran obsoletas.

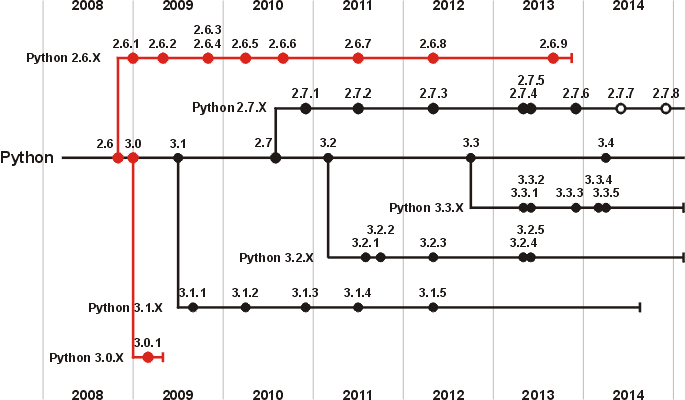
Las versiones indicadas en rojo se consideran obsoletas.

- Comienzo de la implementación - December, 1989
- Publicación interna en CWI - 1990
- Python 0.9.0 - 20 de febrero de 1991	(publicado en alt.sources)[15]
  - Python 0.9.1 - febrero de 1991
  - Python 0.9.2 - otoño de 1991
  - Python 0.9.4 - 24 de diciembre de 1991
  - Python 0.9.5 - 2 de enero de 1992 (solo para Macintosh)
  - Python 0.9.6 - 6 de abril de 1992
  - Python 0.9.7 beta - 1992
  - Python 0.9.8 - 9 de enero de 1993
  - Python 0.9.9 - 29 de julio de 1993
- Python 1.0 - enero de 1994
  - Python 1.5 - 31 de diciembre de 1997
  - Python 1.6 - 5 de septiembre de 2000
- Python 2.0 - 16 de octubre de 2000
  - Python 2.1 - 17 de abril de 2001
  - Python 2.2 - 21 de diciembre de 2001
  - Python 2.3 - 29 de julio de 2003
  - Python 2.4 - 30 de noviembre de 2004
  - Python 2.5 - 19 de septiembre de 2006
  - Python 2.6 - 1 de octubre de 2008
  - Python 2.7 - 3 de julio de 2010
- Python 3.0 - 3 de diciembre de 2008
  - Python 3.1 - 27 de junio de 2009
  - Python 3.2 - 20 de febrero de 2011
  - Python 3.3 - 29 de septiembre de 2012
  - Python 3.4 - 16 de marzo de 2014
  - Python 3.5 - 8 de febrero de 2015
  - Python 3.6 - 23 de diciembre de 2016
  - Python 3.7 - 12 de junio de 2018
  - Python 3.8 - 14 de octubre de 2019
  - Python 3.9 - 5 de octubre de 2020

## Primera publicación
El 20 de febrero de 1991, van Rossum publicó el código por primera vez en alt.sources, con el número de versión 0.9.0. En esta etapa del desarrollo ya estaban presentes clases con herencia, manejo de excepciones, funciones y los tipos modulares, como: str, list, dict, entre otros. Además en este lanzamiento inicial aparecía un sistema de módulos adoptado de Modula-3; Van Rossum describe el módulo como “una de las mayores unidades de programación de Python”. El modelo de excepciones en Python es parecido al de Modula-3, con la adición de una cláusula else. En el año 1994 se formó comp.lang.python, el foro de discusión principal de Python, marcando un hito en el crecimiento del grupo de usuarios de este lenguaje.

## Versión 1.0
Python llega a la versión 1.0 en enero de 1994. Las características más importantes incluidas en esta publicación fueron las herramientas de la programación funcional lambda, reduce, filter y map. Van Rossum ha comentado que "Python adquiere lambda, reduce(), filter() y map(), cortesía de un hacker de Lisp que las extrañaba y envió parches que funcionaban".
La última versión liberada proveniente de CWI fue Python 1.2. En 1995, van Rossum continuó su trabajo en Python en la Corporation for National Research Initiatives (CNRI) en Reston, Virginia, donde lanzó varias versiones del software.
Para la versión 1.4, Python adquirió varias características nuevas. Es notable entre estas los argumentos por nombre inspirados por Modula-3 (que también son similares a los de Common Lisp) y soporte "built-in" para los números complejos.
Durante su estancia en CNRI, Van Rossum lanzó la iniciativa Computer Programming for Everybody (CP4E), con el fin de hacer la programación más accesible a más gente, con un nivel de 'alfabetización' básico en lenguajes de programación, similar a las habilidades básicas en inglés y matemáticas necesarias por muchos empleadores. Python tuvo un papel crucial en este proceso: debido a su orientación hacia una sintaxis limpia, ya era idóneo, y las metas de CP4E presentaban similitudes con su predecesor, ABC. El proyecto fue patrocinado por DARPA. El proyecto CP4E está inactivo, y mientras tanto Python intenta ser fácil de aprender y no muy arcano en su sintaxis y semántica, pero alcanzar a los no-programadores ya no es una preocupación activa.

### BeOpen
En el año 2000, el equipo principal de desarrolladores de Python se cambió a BeOpen.com para formar el equipo BeOpen PythonLabs. CNRI pidió que la versión 1.6 fuera publicada hasta el punto de desarrollo en que el equipo abandonó CNRI. Consecuentemente su agenda de lanzamiento para la versión 1.6 y la versión 2.0 tenían una significativa cantidad de solapamiento. Python 2.0 fue el primer y único lanzamiento de BeOpen.com. Después que Python 2.0 fuera publicado por BeOpen.com, Guido van Rossum y los otros desarrolladores de PythonLabs se unieron a Digital Creations.
La publicación de Python 1.6 incluía una nueva licencia de CNRI que era substancialmente más larga que la licencia de CWI que había sido usada en las publicaciones anteriores.
La nueva licencia incluía una cláusula estipulando que la licencia estaba gobernada por las leyes del estado de Virginia.  La Free Software Foundation (FSF) argumento la cláusula era incompatible con GNU GPL.  Entonces BeOpen, CNRI, y FSF acordaron cambiar Python hacia una licencia de software libre que lo haría compatible con GPL.  Python 1.6.1 es básicamente el mismo que Python 1.6, con unos arreglos de bugs, y con la nueva licencia compatible con GPL.

## Versión 2.0
Python 2.0 tomó una importante característica del lenguaje de programación funcional Haskell: generación de listas. La sintaxis de Python para esta construcción es muy similar a la de Haskell, salvo por la preferencia de los caracteres de puntuación en Haskell, y la preferencia de Python por palabras claves. Python 2.0 introdujo además un sistema de recolección de basura capaz de recolectar referencias cíclicas.
Python 2.1 fue un trabajo derivado de Python 1.6.1, así como también de Python 2.0. Su licencia fue renombrada a: Python Software Foundation License. Todo el código, documentación y especificaciones añadidas, desde la fecha del lanzamiento de la versión alfa de Python 2.1, pertenece a Python Software Foundation (PSF), una organización sin ánimo de lucro fundada en el año 2001, tomando como modelo la Apache Software Foundation. Este lanzamiento incluyó un cambio en el lenguaje para soportar ámbitos anidados (más conocido en programación como "nested scopes") como lo soportan otros lenguajes de "static scoping" (del cual Scheme es el originador). (Esta característica fue deshabilitada por defecto, y no requerida, hasta Python 2.2.)
Una gran innovación en Python 2.2 fue la unificación de los tipos en Python (tipos escritos en C), y clases (tipos escritos en Python) dentro de una jerarquía. Esa unificación logró un modelo orientado a objetos de Python puro y consistente. También fueron agregados los generadores que fueron inspirados por el lenguaje Icon.

## Versión 3.0
Python 3.0 (también conocido como "Python 3000" o "Py3K") fue diseñado para rectificar ciertas fallas fundamentales en el diseño del lenguaje (los cambios requeridos no podían ser implementados mientras se mantuviera compatibilidad hacia atrás con la serie 2.x).  El principio que guía Python 3 es: "reducir la duplicación de características eliminando viejas formas de hacer las cosas (reduce feature duplication by removing old ways of doing things)".

### Filosofía
Python 3.0 fue desarrollado con la misma filosofía que en las versiones anteriores. Sin embargo, como Python ha acumulado nuevas y redundantes formas de programar la misma tarea, Python 3.0 ha hecho énfasis en eliminar constructores duplicados y módulos, en consecuencia con "Debe haber un— y preferiblemente solo un —modo obvio de hacerlo".
A pesar de esto, Python 3.0 se mantiene como un lenguaje de programación multiparadigma. Los programadores todavía tienen opciones entre orientación a objetos, programación estructurada, programación funcional y otros paradigmas, pero dentro de estas amplias opciones, los detalles intentan ser más obvios en Python 3.0 que como eran en Python 2.x.

### Cronología y compatibilidad
Python 3.0 fue lanzado el 3 de diciembre de 2008.
Las series Python 2.x y Python 3.x estaban planeadas para coexistir por varias publicaciones lanzándolas en paralelo, con la serie 2.x existente mayormente por compatibilidad y con algunas nuevas características siendo importadas hacia atrás de la serie 3.x.
Python 2.6 fue liberado para coincidir con Python 3.0, e incluye algunas características de esa publicación, así como un modo de "alertas (warnings)" que resalta el uso de características que han sido eliminadas en Python 3.0.
Similarmente, Python 2.7 coincide e incluye características de Python 3.1, que fue publicado el 26 de junio de 2009.
Python 2.7 fue la última publicación en la serie 2.x; las publicaciones en paralelo terminaron con Python 3.2.
Python 3.0 rompe la compatibilidad hacia atrás. El código de Python 2.x no necesariamente debe "correr" en Python 3.0 sin modificarlo. Hay cambios básicos tales como el cambio de print en una función (por lo tanto cualquier uso como print "Hello Python" provocará un error en Python 3.x), y el cambio a Unicode para todos los textos "strings". El tipado dinámico de Python combinado con los planes para cambiar la semántica de ciertos métodos de los diccionarios, por ejemplo, hacen que convertir perfectamente de Python 2.x a Python 3.0 sea muy difícil de manera automática. Sin embargo, una herramienta llamada "2to3" puede hacer la mayoría del trabajo de "traducción", señalando áreas que son confusas para ella usando comentarios o alertas. Incluso en la etapa "alpha", 2to3 se mostraba claramente satisfactoria para ejecutar las traducciones del código. Para proyectos que requerían compatibilidad de ambas versiones 2.x y 3.x, el equipo de Python recomendó guardar el código fuente de las versiones 2.x, y generar versiones a Python 3.x usando 2to3. Se desaconsejó esta forma de conversión a Python 3.x si el código realmente necesitase ejecutarse en Python 2.x.

### Características
Algunos de los mayores cambios anunciados para Python 3.0 fueron:
- Cambiar la instrucción print de modo que sea una función "built-in", no una instrucción. Esto ha hecho que sea más fácil cambiar un módulo para usar una función print diferente, así como hacer la sintaxis más regular.  En Python 2.6 y 2.7 esta característica puede ser habilitada usando from __future__ import print_function.[29]
- Moviendo reduce (pero no map o filter) fuera del espacio de nombres "built-in" dentro de "functools".[30]
- Adicionar soporte para anotación opcional en funciones que pueda ser usar para la declaración informal de tipos u otros propósitos.[31]
- Unificar los tipos str/unicode, representando texto, e introduciendo un tipo immutable bytes; y un más correspondiente tipo mutable bytearray, ambos de los cuales representan "arrays" de bytes;[32]
- Eliminar compatibilidad hacia atrás, incluidas clases "old-style", excepciones "string", e implícitos "imports" relativos.

Las subsecuentes publicaciones de la serie Python 3.x han incluido sustanciales nuevas características; todas al corriente del desarrollo que el lenguaje ha tenido en la serie 3.x.